# Albertina-universiteit

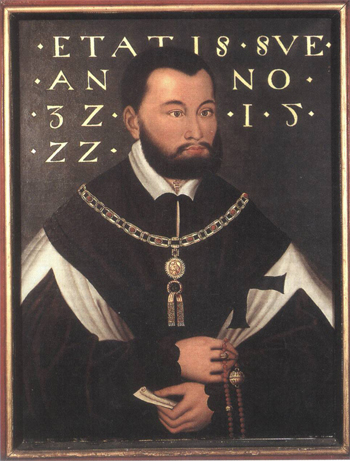
Albrecht van Brandenburg-Ansbach, de stichter en naamgever van de Albertina

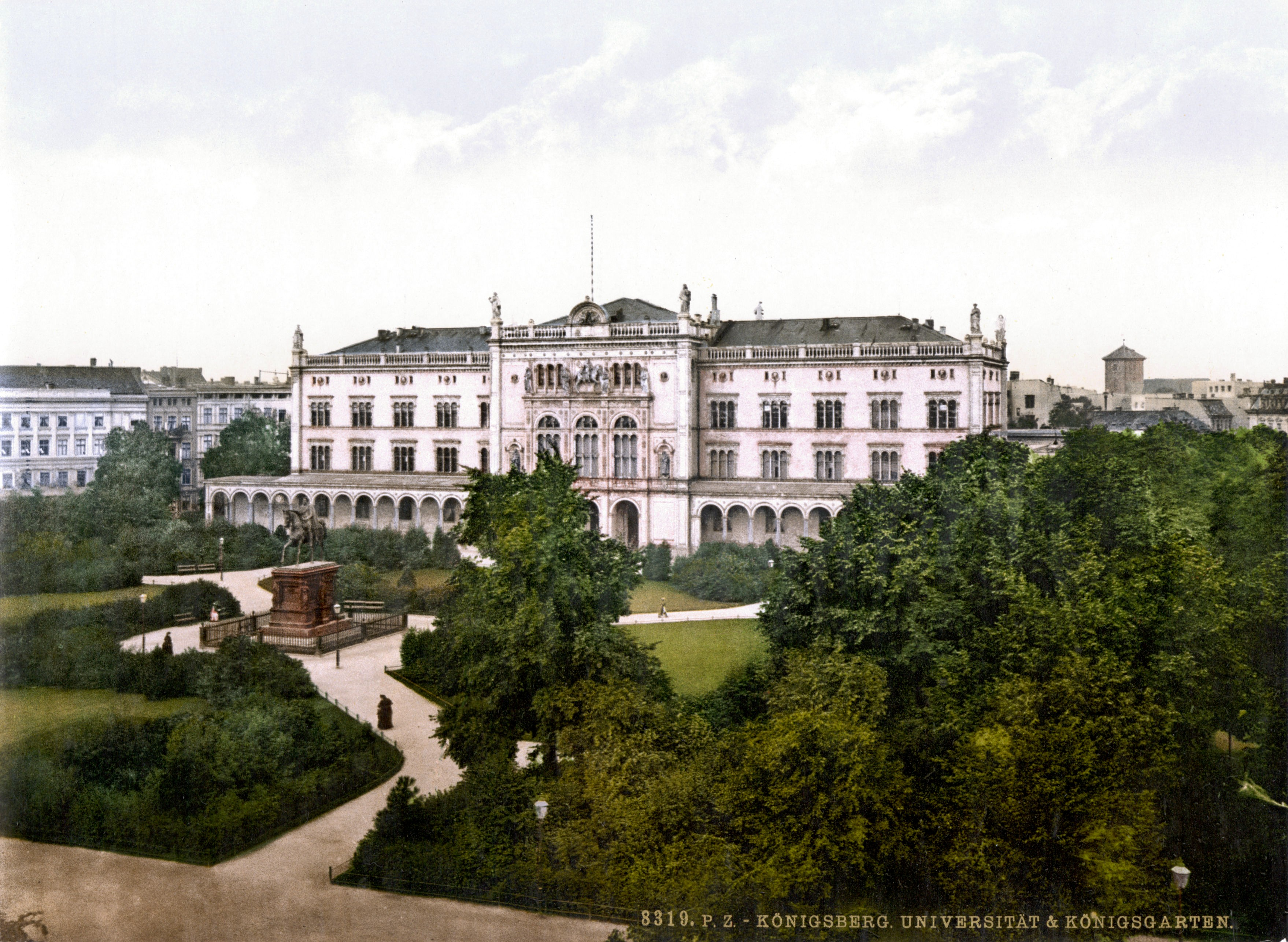
Het hoofdgebouw van de Albertina omstreeks 1900

De Albertina-universiteit te Koningsbergen (Duits: Albertus-Universität zu Königsberg) was de informele naam voor de universiteit van Koningsbergen, het tegenwoordige Kaliningrad, de hoofdstad van het vroegere Oost-Pruisen.

## Stichting
De universiteit werd in 1544 gesticht door hertog Albrecht van Brandenburg-Ansbach (1490-1568), de laatste grootmeester van de Duitse Orde. Hij was luthers geworden en wilde in het kader van zijn steun aan de reformatie een protestantse tegenhanger van de katholieke universiteit van Krakau scheppen die tot dan toe het hoger onderwijs in de regio domineerde. Al snel ontwikkelde de universiteit zich tot het intellectuele centrum van Oost-Pruisen met een grote en blijvende uitstraling naar de Baltische gebieden en aanvankelijk ook naar Rusland. De bekendste geleerde die aan de Albertina heeft gewerkt is de filosoof Immanuel Kant. Ook geleerden en studenten uit het naburige Rusland, zoals de latere tsaar Peter de Grote, kwamen hier studeren.

## Wiskunde
In de 19de eeuw ontwikkelde de universiteit zich tot een Europees centrum van de wiskunde, waaraan belangrijke wiskundigen als David Hilbert en Theodor Kaluza verbonden waren.

## Einde
In augustus 1944 vierde de Albertina midden in de Tweede Wereldoorlog haar 400-jarig bestaan. Nog in diezelfde maand werden de universiteitsgebouwen, samen met de rest van Koningsbergen, bijna geheel verwoest door geallieerde bombardementen. Na de oorlog werd er een nieuwe, maar nu Sovjet-Russische universiteit opgericht op de restanten van het universiteitsterrein: de Staatsuniversiteit Kaliningrad. Deze vermeed elke verwijzing naar de vroegere Albertina in het kader van de russificering van het voormalige Oost-Pruisen. Na de opheffing van de Sovjet-Unie in 1991 werd deze universiteit toch steeds meer gezien als de voortzetting van de vroegere Albertina mede doordat ze op het terrein van de oude Albertina staat en de overgebleven vooroorlogse gebouwen nog steeds dienstdoen. Ook heeft de universiteit de voor zover behouden gebleven archieven, collecties en wetenschappelijke bibliotheken van de Albertina in haar eigen collecties opgenomen. Sinds 2005 heet de nieuwe instelling Russische Staatsuniversiteit Immanuel Kant.

## Bekende hoogleraren en studenten aan de Albertina (alfabetisch)
- Friedrich Bessel (1784–1846), sterrenkundige
- Simon Dach (1605–1659), dichter
- Johann Gottlieb Fichte (1762–1814), filosoof
- Hermann von Helmholtz (1821–1894), natuurkundige
- Johann Friedrich Herbart (1776–1841), pedagoog
- Johann Gottfried Herder (1744−1803), theoloog en dichter
- David Hilbert (1862–1943), wiskundige
- Carl Jacobi (1804–1851), wiskundige
- Christoph Kaldenbach (1613–1698), classicus, dichter en componist
- Immanuel Kant (1724–1804), filosoof
- Gustav Robert Kirchhoff (1824–1887), natuurkundige
- Hermann Minkowski (1864–1909), wiskundige
- Konrad Lorenz (1903–1989), zoöloog en ornitholoog
- Felix Peiser (1862–1921), assyrioloog
- Kurt Reidemeister, (1893–1971), wiskundige
- Friedrich Julius Richelot (1808–1875), wiskundige
- Eduard von Simson (1810–1899), rechtsgeleerde